# Democracia Cristã (Itália)
A Democracia Cristã (em italiano Democrazia Cristiana; DC) foi um partido político italiano de inspiração democrata-cristã, fundado em 1942 por Alcide De Gasperi a partir dos vestígios do partido proibido pelo fascismo Partido Popular Italiano do padre Luigi Sturzo.
O partido, após a queda do fascismo em Itália, viria a tornar-se o partido dominante, vencendo todas as eleições legislativas de 1946 a 1992. 
Os democratas-cristãos italianos, ao contrário dos seus congéneres europeus, eram um partido pega-tudo, com facções de centro-direita a centro-esquerda, algo que fizesse com que houvesse enormes divisões internas. Estas divisões eram postas de lado, em grande parte, pelo forte anti-comunismo de todas as facções e o receio que o Partido Comunista Italiano chegasse ao poder.
Ao longo da sua história, a DC iria fazer governos de coligação com diferentes partidos, como o Partido Liberal Italiano, o Partido Republicano Italiano, o Partido Socialista Democrático Italiano e, a partir da década de 1960, com o Partido Socialista Italiano, sempre com o objectivo de alargar a influência dos governos democratas-cristãos e, assim, evitar a ascensão dos comunistas ao poder.
Com o final da Guerra Fria, o desaparecimento das tensões ideológicas com a queda da URSS e, acima de tudo, o envolvimento de diversos dirigentes da DC em diversos escândalos de corrupção, como o Tagentopoli, levaram, não só à dissolução do partido, como muitos dos seus parceiros de coligação governativa, como o Partido Socialista Italiano. Numa tentativa de limpar a imagem, os democratas-cristãos mudam de nome para Partido Popular Italiano, mas os resultados nas eleições de 1994, provaram que a dominância dos democratas-cristãos na política italiana tinha chegado ao fim.

## Resultados Eleitorais

### Eleições legislativas
| Data | Líder              | Eleição                 | Cl. | Votos      | %              | +/-   | Membros   | +/-     | Estatuto |
| ---- | ------------------ | ----------------------- | --- | ---------- | -------------- | ----- | --------- | ------- | -------- |
| 1946 | Alcide De Gasperi  | Assembleia Constituinte | 1.º | 8 101 004  | 35,21 / 100,00 |       | 207 / 556 |         | Governo  |
| 1948 | Alcide De Gasperi  | Câmara dos Deputados    | 1.º | 12 740 042 | 48,51 / 100,00 | 13,30 | 305 / 574 | 98      | Governo  |
| 1948 | Alcide De Gasperi  | Senado                  | 1.º | 10 899 640 | 48,11 / 100,00 |       | 131 / 237 |         | Governo  |
| 1953 | Alcide De Gasperi  | Câmara dos Deputados    | 1.º | 10 862 073 | 40,10 / 100,00 | 8,41  | 263 / 590 | 42      | Governo  |
| 1953 | Alcide De Gasperi  | Senado                  | 1.º | 9 660 210  | 39,76 / 100,00 | 8,35  | 112 / 237 | 19      | Governo  |
| 1958 | Amintore Fanfani   | Câmara dos Deputados    | 1.º | 12 520 207 | 42,35 / 100,00 | 2,25  | 273 / 596 | 10      | Governo  |
| 1958 | Amintore Fanfani   | Senado                  | 1.º | 10 780 954 | 41,23 / 100,00 | 1,47  | 123 / 246 | 12      | Governo  |
| 1963 | Aldo Moro          | Câmara dos Deputados    | 1.º | 11 773 182 | 38,28 / 100,00 | 4,07  | 260 / 630 | 13      | Governo  |
| 1963 | Aldo Moro          | Senado                  | 1.º | 10 017 975 | 36,47 / 100,00 | 4,76  | 129 / 315 | 6       | Governo  |
| 1968 | Mariano Rumor      | Câmara dos Deputados    | 1.º | 12 437 848 | 39,12 / 100,00 | 0,84  | 266 / 630 | 6       | Governo  |
| 1968 | Mariano Rumor      | Senado                  | 1.º | 10 972 114 | 38,34 / 100,00 | 1,87  | 135 / 315 | 6       | Governo  |
| 1972 | Arnaldo Forlani    | Câmara dos Deputados    | 1.º | 12 912 466 | 38,66 / 100,00 | 0,46  | 266 / 630 | Estável | Governo  |
| 1972 | Arnaldo Forlani    | Senado                  | 1.º | 11 465 529 | 38,07 / 100,00 | 0,27  | 135 / 315 | Estável | Governo  |
| 1976 | Benigno Zaccagnini | Câmara dos Deputados    | 1.º | 14 209 519 | 38,71 / 100,00 | 0,05  | 263 / 630 | 3       | Governo  |
| 1976 | Benigno Zaccagnini | Senado                  | 1.º | 12 227 353 | 38,88 / 100,00 | 0,81  | 135 / 315 | Estável | Governo  |
| 1979 | Benigno Zaccagnini | Câmara dos Deputados    | 1.º | 14 046 290 | 38,30 / 100,00 | 0,41  | 262 / 630 | 1       | Governo  |
| 1979 | Benigno Zaccagnini | Senado                  | 1.º | 12 010 716 | 38,34 / 100,00 | 0,54  | 138 / 315 | 3       | Governo  |
| 1983 | Ciriaco de Mita    | Câmara dos Deputados    | 1.º | 12 153 081 | 32,93 / 100,00 | 5,37  | 225 / 630 | 37      | Governo  |
| 1983 | Ciriaco de Mita    | Senado                  | 1.º | 10 077 204 | 32,41 / 100,00 | 5,93  | 120 / 315 | 18      | Governo  |
| 1987 | Ciriaco de Mita    | Câmara dos Deputados    | 1.º | 13 233 620 | 34,31 / 100,00 | 1,38  | 234 / 630 | 9       | Governo  |
| 1987 | Ciriaco de Mita    | Senado                  | 1.º | 10 897 036 | 33,62 / 100,00 | 1,21  | 125 / 315 | 5       | Governo  |
| 1992 | Arnaldo Forlani    | Câmara dos Deputados    | 1.º | 11 640 265 | 29,66 / 100,00 | 4,65  | 206 / 630 | 28      | Governo  |
| 1992 | Arnaldo Forlani    | Senado                  | 1.º | 9 088 494  | 27,27 / 100,00 | 6,35  | 107 / 315 | 18      | Governo  |

### Eleições europeias
| Data | Cabeça de Lista | Cl. | Votos      | %              | +/-  | Deputados | +/-     |
| ---- | --------------- | --- | ---------- | -------------- | ---- | --------- | ------- |
| 1979 | Emilio Colombo  | 1.º | 12 774 320 | 36,45 / 100,00 |      | 29 / 81   |         |
| 1984 | Ciriaco De Mita | 2.º | 11 583 767 | 32,96 / 100,00 | 3,49 | 26 / 81   | 3       |
| 1989 | Arnaldo Forlani | 1.º | 11 451 053 | 32,90 / 100,00 | 0,06 | 26 / 81   | Estável |